# Isla de Tabarca
Isla de Tabarca, také Nueva Tabarca nebo Isla Plana, je ostrůvek ve Středozemním moři, který je administrativní součástí 22 km vzdáleného španělského města Alicante. Dosahuje délky 1800 m a maximální šířky 450 m, žije na něm okolo šedesáti obyvatel (je nejmenším obydleným ostrovem Španělska). Nejvyšší nadmořská výška činí 15 metrů. Poblíž hlavního ostrova se nacházejí menší neobydlené ostrůvky Nau, Galera a Cantera, v okolním moři byla vyhlášena mořská rezervace o rozloze 1400 hektarů, kde žije tuleň středomořský. Ostrov je vyhlášenou turistickou atrakcí díky historické architektuře, čistým plážím a místnímu pokrmu z ryb a rýže caldero; v letní sezóně sem připlouvá okolo čtyř tisíc návštěvníků denně.
Strabón zmiňuje ostrov pod názvem Planesia, později byl pojmenován podle svatého Pavla, který zde údajně pobýval. Roku 1760 nařídil král Karel III. Španělský stavbu vojenské základny proti nájezdům berberských pirátů. Inženýr Fernando Méndez de Ras zde nechal postavit opevněné městečko podle moderního urbanistického plánu, které pak osídlili Janované z města Tabarka ležícího v dnešním Tunisku, podle něhož dostal ostrov nové jméno. Počátkem dvacátého století zde pobýval básník Salvador Rueda, díky jehož tvorbě získal Isla de Tabarca přízvisko ostrov poezie. S místní historií seznamuje návštěvníky muzeum v historické budově Almadraba.